# Dopad pandemie covidu-19 na sport

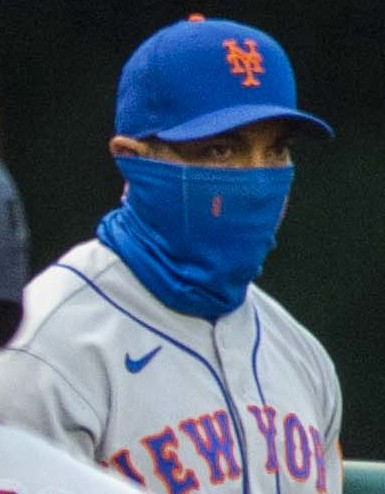
Luis Rojas se zahaleným obličejem

Dopad pandemie covidu-19 na sport zahrnuje množství různorodých efektů celosvětové pandemie onemocnění covid-19 způsobovaného virem SARS-CoV-2, která se postupně rozvinula v prvních měsících roku 2020 po prvním výskytu viru v čínském městě Wu-chan zřejmě v listopadu 2019. Kvůli této nákaze byla spousta sportovních akcí pozastavena či zrušena, včetně letních olympijských her 2020 v Tokiu, které byly odloženy na rok 2021.
V některých zemích, včetně Běloruska, Hongkongu, či Turkmenistánu, sportovní akce dále pokračovaly.

## Mezinárodní sportovní akce

### Letní olympijské hry a paralympijské hry
Letní olympijské hry 2020 a paralympijské hry 2020 měly probíhat v Tokiu od 24. července 2020 do 9. srpna 2020. I přes spoustu opatření, která japonská vláda přijala, aby pomohla zpomalit šíření této nákazy, musely být hry odloženy.
Tradiční ceremoniál zapálení olympijského ohně v řecké Olympii se konal 12. března 2020 bohužel bez diváků. Dne 23. března 2020 oznámily Kanada, Austrálie a Spojené království, že se her jejich sportovci účastnit nebudou, pokud nebudou o rok odloženy. Dne 24. března 2020 oznámil organizační výbor, že letní olympijské hry a paralympijské hry 2020 budou přeloženy na datum po roce 2020, ale nejpozději na léto 2021, což je poprvé v historii moderních olympijských her, kdy byla olympiáda odložena. Slavnostní zahájení her bylo oficiálně přeloženo na 23. července 2021.
Dne 29. dubna 2020 předseda vlády Šinzo Abe varoval, že hry musí být pořádány způsobem, který ukazuje, že svět zvítězil v boji proti pandemii koronaviru. Rovněž řekl, že pokud nebude nalezena vakcína, olympijské hry budou zcela zrušeny. Nakonec se vakcína nalezla.

### Světové hry
Světové hry 2022 měly probíhat v červenci 2021 v Birminghamu v Alabamě. Byly ale odloženy na 7. až 17. července 2022.